# Ralph T. O'Neal
Ralph Telford O'Neal (født 15. december 1933, død 11. november 2019) var en politiker på De Britiske Jomfruøer. 
Han fungerede fra 1995 til 2003 som Chief Minister of the British Virgin Islands og fra 2007 til 2011 som Premier of the British Virgin Islands. Begge embeder er den højeste administrative titel og svarer til generalguvernør. 
Han var den første person, der udnævntes til Premier of the British Virgin Islands under De Britiske Jomfruøers forfatning som blev vedtaget i 2007, efter at have ledt Virgin Islands Party til en jordskredssejr ved valget i 2007. To dage efter valget blev han den 22. august 2007 indsat i embedet. Posten som premier blev overtaget af Orlando Smith i 2011.